# Phylloscartes
A Phylloscartes vagy füziketirannuszok a madarak (Aves) osztályának verébalakúak (Passeriformes) rendjébe és a királygébicsfélék (Tyrannidae) családjába tartozó nem.
Egyes szervezetek a Pogonotriccus nembe sorolt fajokat is ide helyezik.

## Rendszerezésük
A nemet Jean Cabanis és Ferdinand Heine írták le 1831-ben, az alábbi fajok tartoznak ide:
- Phylloscartes oustaleti
- Phylloscartes flavovirens
- Phylloscartes virescens
- Phylloscartes kronei
- Phylloscartes ventralis
- bahiai füziketirannusz (Phylloscartes beckeri)
- alaogasi füziketirannusz (Phylloscartes ceciliae)
- Phylloscartes sylviolus
- minasi füziketirannusz (Phylloscartes roquettei)
- Phylloscartes superciliaris
- Phylloscartes nigrifrons
- Phylloscartes gualaquizae
- Phylloscartes parkeri
- Phylloscartes flaviventris
- Phylloscartes difficilis[2] vagy Pogonotriccus difficilis[1]
- Pogonotriccus paulista[2] vagy Pogonotriccus paulista[1]